# Бенделиани, Чичико Кайсарович
Чичико Кайсарович Бенделиани (груз. ჭიჭიკო ყაისარის ძე ბენდელიანი, 29 января 1913 — 20 июля 1944) — советский лётчик-истребитель, Герой Советского Союза.

## Биография
Родился 29 января 1913 года в селе Чохатаури Кутаисской губернии в семье крестьян. Грузин. В 1933  г. окончил Чохатаурский сельскохозяйственный техникум. Работал экспедитором и одновременно учился в Тбилисском аэроклубе имени В. П. Чкалова.
В Красной Армии с сентября 1935 года. В 1937 году после окончания 1-й военной школы лётчиков имени товарища Мясникова направлен для прохождения службы в [[43-й гвардейский истребительный авиационный полк|43-й истребительный авиационный полк ВВС Киевского особого военного округа. Служил пилотом, младшим лётчиком, командиром звена. В 1939 году отмечен в приказе Народного Комиссара Обороны и награжден нагрудным значком «Отличник РККА».
Участник Великой Отечественной войны с первых дней. 31 июля 1941 года лейтенант Ч. К. Бенделиани на самолёте И-16 совершил воздушный таран, за что был награждён орденом Ленина. Его вероятной жертвой стал командир 7./JG3 обер-лейтенант Курт Сохатци, попавший в плен. В Битве за Киев одержал свою первую воздушную победу.
С ноября 1942 года служил в составе 237-го ИАП  (позднее ставшего 54-м гвардейским ИАП). Летал на Як-1 и "Аэрокобре".
В ходе Сталинградского сражения в воздушных боях сбил 5 немецких самолётов. Участник битвы на Курской дуге.
К июню 1943 года штурман 54-го гвардейского ИАП (1-я гвардейская истребительная авиационная дивизия, 6-я воздушная армия, Центральный фронт) гвардии майор Ч. К. Бенделиани совершил 385 боевых вылетов, провёл 72 воздушных боя и сбил 7 самолётов противника лично и 12 в группе.

Указом Президиума Верховного Совета СССР от 24 августа 1943 года за образцовое выполнение боевых заданий командования и проявленные при этом геройство и мужество гвардии майору Бенделиани Чичико Кайсаровичу присвоено звание Героя Советского Союза.

20 июля 1944 года заместитель командира 54-го ГИАП Ч. К. Бенделиани, прикрывая группу штурмовиков Ил-2, сбил 2 истребителя противника, но был сбит. Сумев посадить самолёт, скончался от ран.
По данным ОБД «Мемориал» похоронен в братской могиле на кладбище посёлка Голобы Ковельского района Волынской области Украины. По другим данным похоронен в соседнем селе Бытень того же района. В 2008 году дочь перевезла его прах в Грузию.
Всего за годы войны совершил 410 боевых вылетов, провёл 76 воздушных боёв, сбил 9 самолётов противника лично и 12 в группе.

## Награды
- Медаль «Золотая Звезда» Героя Советского Союза № 1741
- 2 ордена Ленина
- орден Красного Знамени
- орден Отечественной войны 1-й степени
- орден Отечественной войны 2-й степени
- медали

## Память
Его именем названа улицы в Тбилиси, Ковеле и Луцке, сельскохозяйственный техникум в посёлке Чохатаури. Его имя выбито на стеле на Аллее Героев в Волгограде. Был навечно зачислен в списки 54 гвардейского авиационного Керченского истребительного полка.